# Megaselia scalaris
Megaselia scalaris  (лат.) — вид двукрылых из семейства горбаток. Личинки этих насекомых способны развиваться в необычайно широком круге разлагающихся органических субстратов и факультативно заражать беспозвоночных и позвоночных животных, в том числе человека, у которого могут вызывать как раневую, так и некоторые внутренние формы миазов. Выступают в качестве модельного объекта в исследованиях механизмов определения пола. В судебной медицине, благодаря хорошей изученности скорости развития личинок при разных условиях, Megaselia scalaris служат индикаторами времени прошедшего с момента заражения пищевых продуктов или смерти человека.

## Распространение
Megaselia scalaris — теплолюбивый вид, встречающийся во всех биогеографических регионах. В Европе северная граница распространения природных популяций проходит по странам Средиземноморского бассейна, вдаваясь на территорию Австрии и Германии. В помещениях группы особей способны существовать и в странах с более суровым климатом — Бельгии, Нидерландах, Англии. Широкому распространению вида способствует постоянный непреднамеренный перенос на борту самолётов и судов и в оперении перелётных птиц.